# Вулиця Заводська (Хмельницький)
Ву́лиця Заводська́ пролягає від привокзальної частини міста (від вул. Ніни Янчук) до території м'ясокомбінату (вул. Якова Гальчевського). Вулиця є головною магістраллю району «за цукрозаводом» (колишній масив Новий План № 1).

## Історія
Виникла наприкінці XIX ст. згідно з планом забудови міста від 1888 р., назву отримала від розташованого на вулиці цукрозаводу. До 1966 р. завершувалася одразу за заводом, а далі, за перехрестям з пров. Піонерським, йшла вулиця Піонерська. В 1966 р. вул. Піонерську об'єднали з вул. Заводською, внаслідок чого остання збільшила свою довжину майже у два рази.

## Підприємства
- Заводська, 53. Комбінат хлібопродуктів.

В 1892 р. на місці теперішнього комбінату купець С. Маранц (власник цукрозаводу) спорудив перший у місті паровий борошномельний млин. 1949 р. цей млин був об'єднаний з круп'яним млином (став до ладу в 1908 р. на вул. Старобульварній, нині — Свободи) у млинкрупкомбінат. Тоді ж на базі борошномельного млина розпочалося будівництво нових виробничих корпусів. В 1950-х роках підприємство мало назву крупзавод № 14, а коли до нього приєднали базу «Заготзерно» та побудували кукурудзокалібрувальний завод, воно отримало теперішню назву. Нині комбінат здатний за добу переробляти 300 тонн зерна та виготовляти 100 тонн комбікорму.
- Заводська, 55. Цукрозавод.

Найстаріше з діючих промислових підприємств міста. Його історія починається з Чорноострівської цукроварні, що належала поміщикові Пшездецькому. В 1889 р. цукроварню придбав проскурівський купець Соломон Маранц. Він демонтував її обладнання та перевіз його до Проскурова, де поблизу залізничної станції побудував новий цукрозавод, який почав діяти 1891 року. Підприємство С. Маранца довгий час було найбільшим у Проскурові — на ньому на початку XX ст. працювало 470 робітників. З перших років радянської влади завод було націоналізовано та на деякий час передано в оренду Червонокозачій дивізії, а 1924 року включено до складу цукротресту. Під час німецько-радянської війни підприємство було частково зруйноване, відновило роботу 1945 року.
- Заводська, 163. М'ясокомбінат.

Став до ладу в 1932 року. В 1999 році на виробничих площах м'ясокомбінату створене підприємство «М'ясний двір Поділля».

## Заклади освіти
- Заводська, 33

Хмельницька спеціалізована загальноосвітня школа № 7.

## Галерея

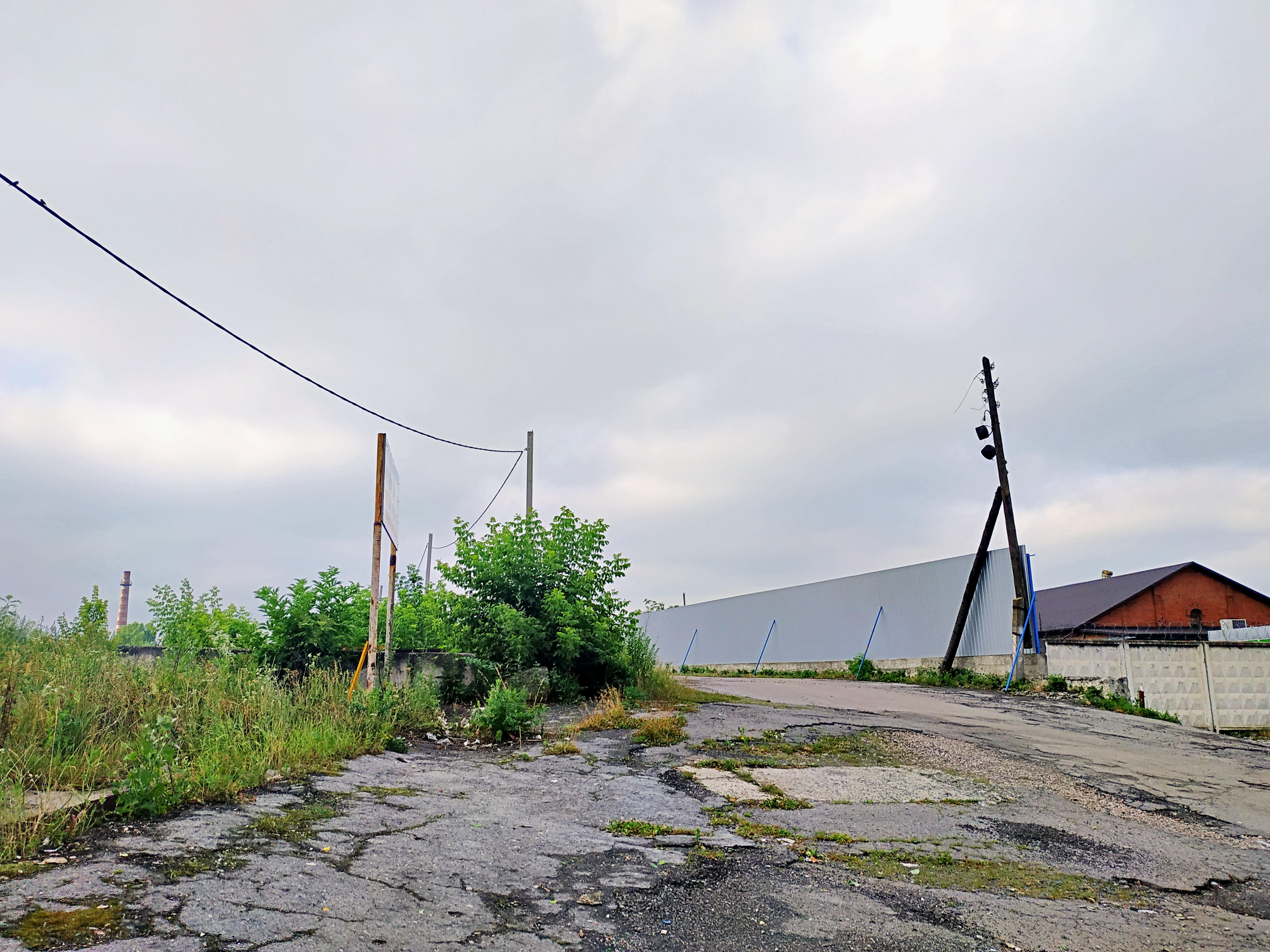
Промзона на вулиці Заводській
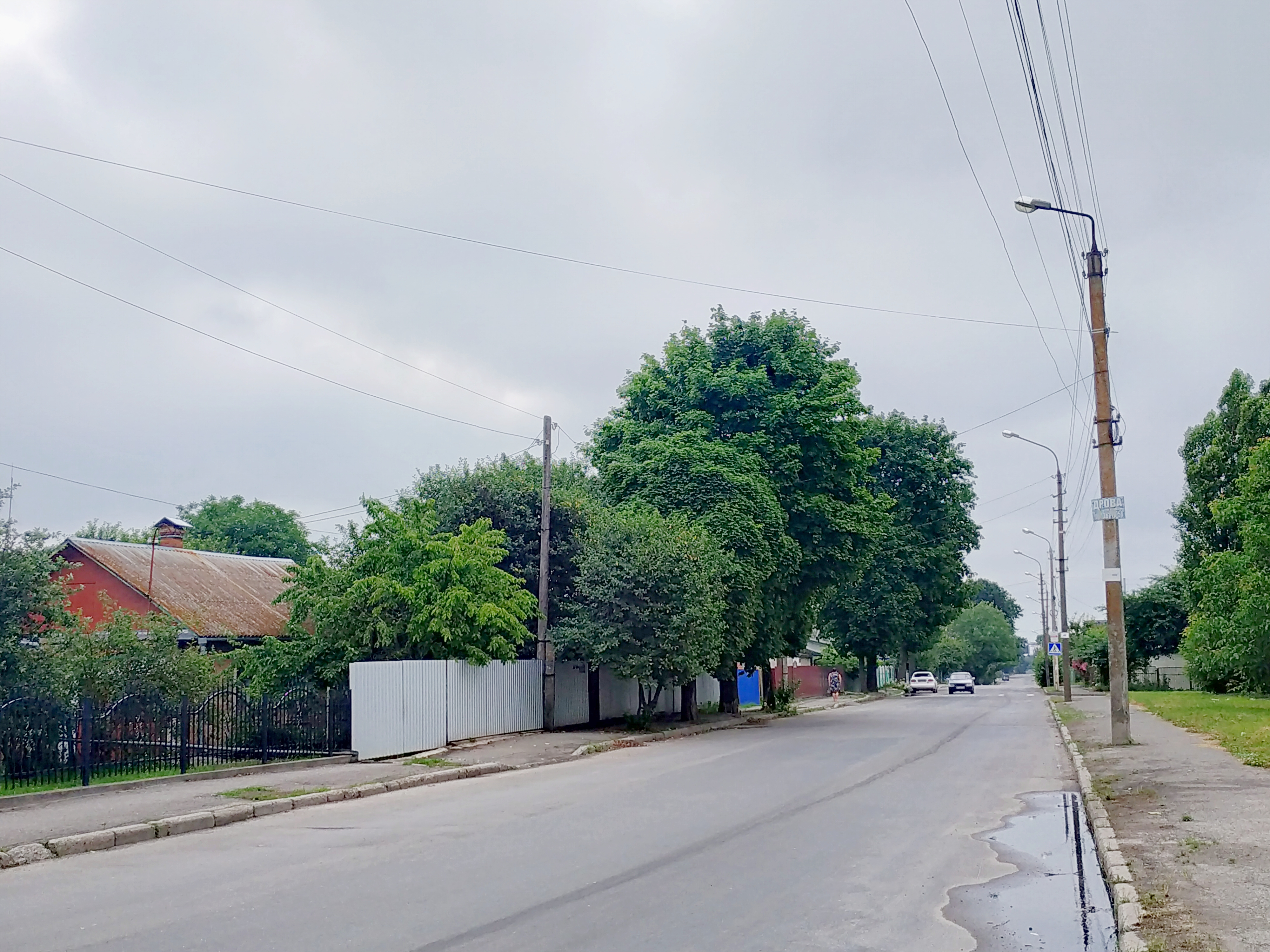
Вулиця Заводська
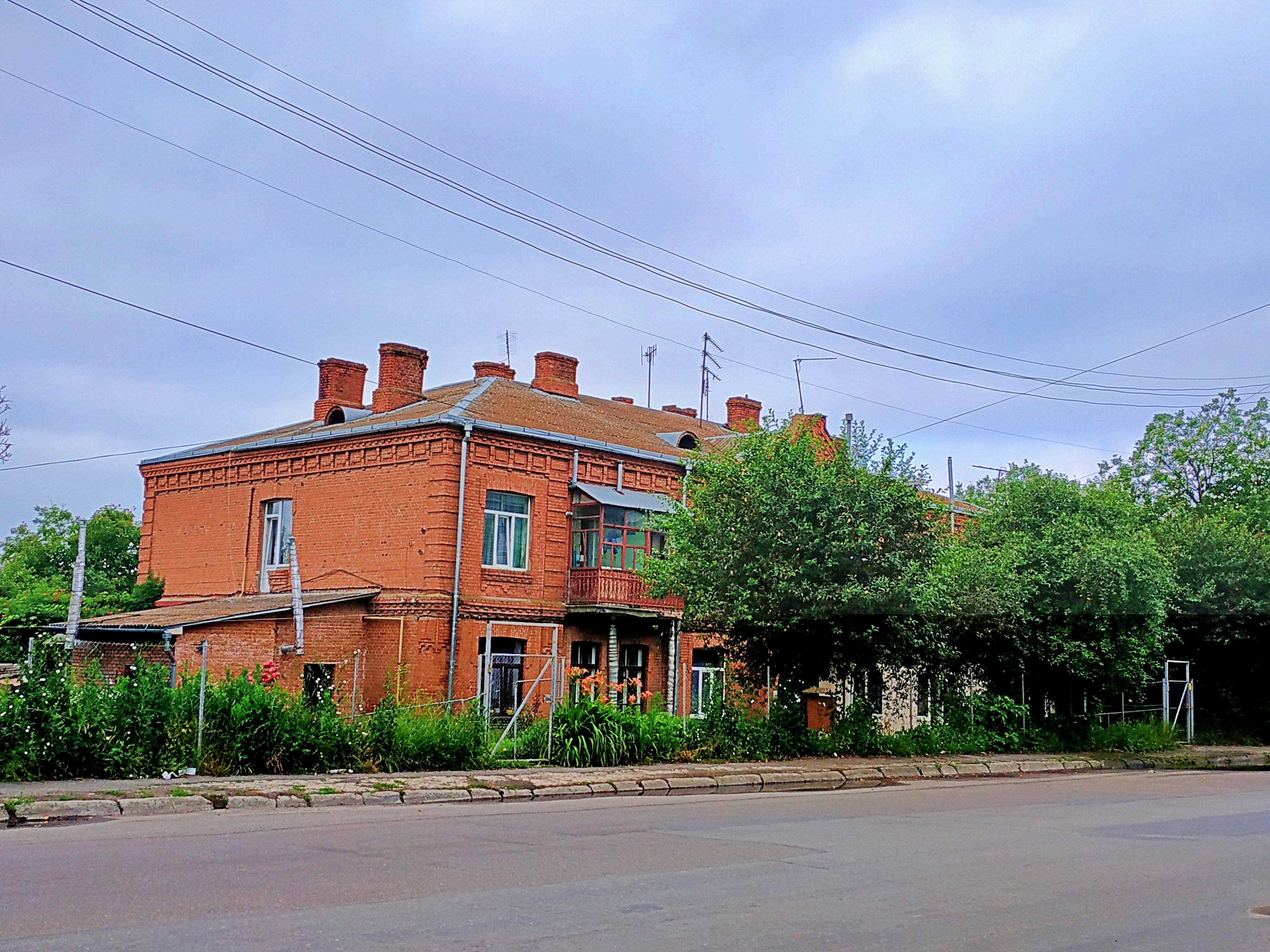
Колишній інтернат, побудований в перші радянської влади — нині житловий будинок
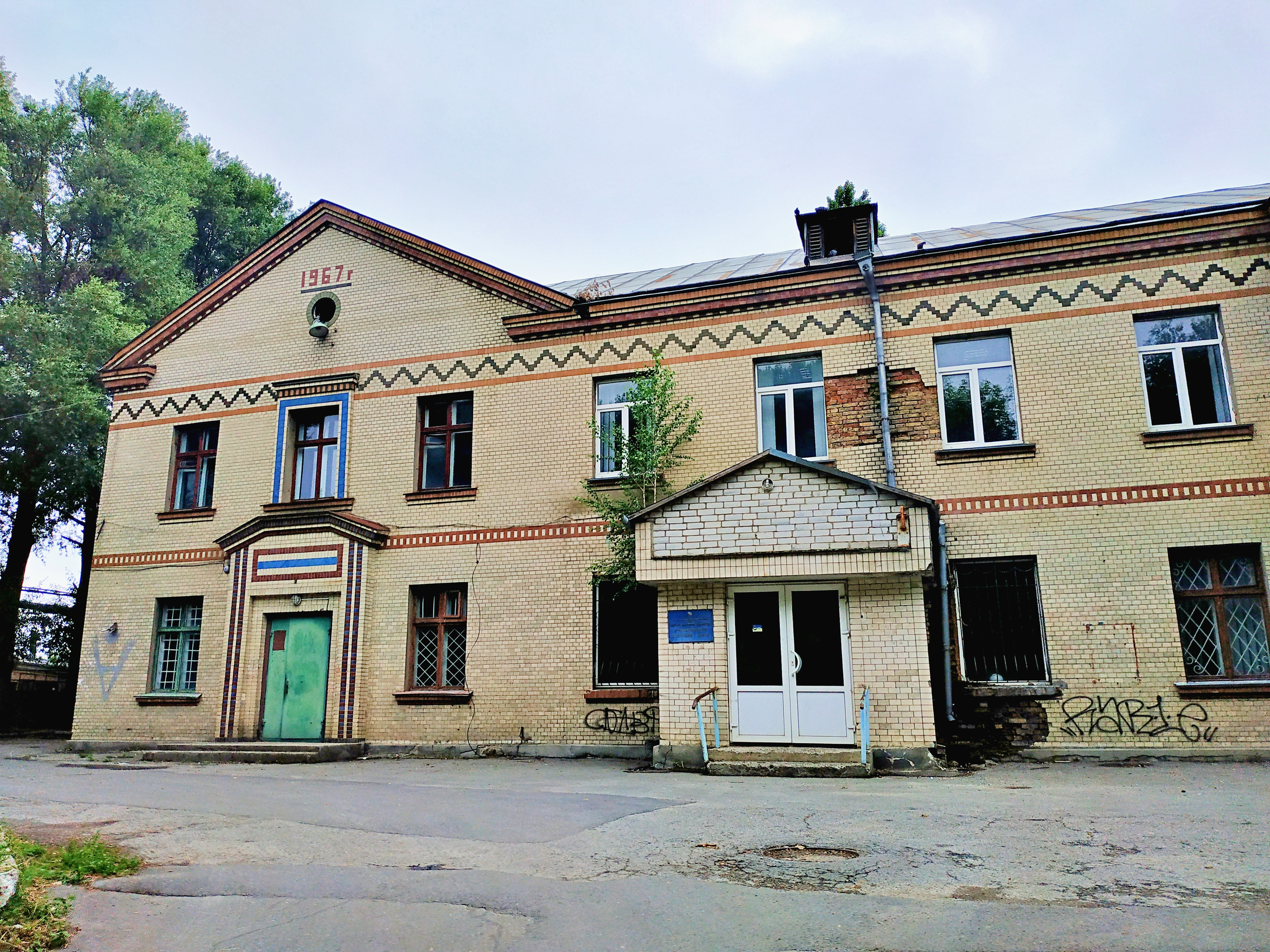
Прохідна цукрового заводу